# Althaia

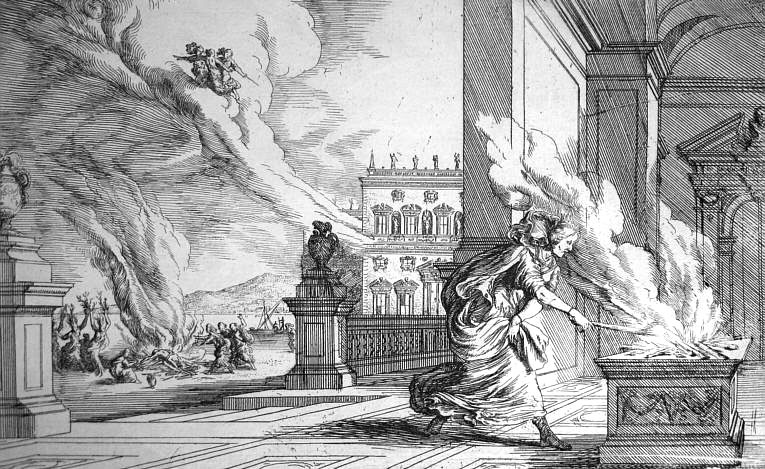
Althaia elégeti Meleagrosz életének fahasábját

Althaia (görög betűkkel Ἀλθαία, latinosan Althaea) a görög mitológia egyik alakja. Thesztiosz és Eurüthemisz leánya, testvérei és apai féltestvérei, a danaidák Léda, Hüpermnésztra, Iphiklész, Euippusz, Leukippé, Periérész, Kleoboia, Toxeusz és Pléxipposz. Thesztiosz az unokatestvéréhez, Oineusz kalüdóni királyhoz adta feleségül, akitől öt fia – Meleagrosz, Melanippé, Toxeusz, Thüreusz, Klümenosz – és két leánya – Déianeira, Gorgé – született. Déianeira apja személye kérdéses, Dionüszosz is szóba kerül. Meleagrosz, a sebezhetetlen hős kapcsán viszont Arésszel hozták hírbe. Talán Tüdeusz is az ő fia, de az is lehet, hogy ő már Oineusz második feleségének, Periboiának gyermeke.
Althaia szerepe rövid és tragikus, de legalább három fő változatban ismert. Az egyik szerint fia, Meleagrosz a kalüdóni vadkanvadászaton kitörő összetűzésben megölte Althaia két bátyját, vagyis a saját nagybátyjait. Althaia erre az Erinnüszöktől kért büntetést fiának, amelynek hatására Apollón lenyilazta Meleagroszt. A másik változatban Meleagrosz születésekor éppen meglátogatták a Moirák, akik azt jósolták neki, hogy a fia addig él majd, amíg az éppen tűzbe vetett fahasáb el nem ég. Althaia ekkor kivette a tűzből és eloltotta fát, majd elrejtette. Bátyjai halála után azonban tűzre vetette azt. Mindkét változat azzal ér véget, hogy Althaia belehalt a bánatba. A legkevésbé mitikus harmadik szerint nem történt gyilkosság a vadászaton, de háború tört ki a kurészek és Kalüdón között a nézeteltérés miatt. Egy összecsapásban Meleagrosz megölte Althaia néhány testvérét, mire Althaia megátkozta Meleagroszt. Meleagrosz viszont sértettségében ezután semmit sem tett az ellenség ellenében. Végül már az egész város könyörgött neki, hogy szálljon szembe az ellenséggel. Erre Meleagrosz kirontott a várból, megölte a maradék Thesztiosz-fiakat, végül őt magát is legyűrték. Althaia ekkor felakasztotta magát.
Valószínűleg több legendát dolgoztak egybe, ezért a változatok. Meleagrosz esete több szempontból hasonlít féltestvére, Tüdeusz legendájára, akinek rokongyilkosság miatt kellett menekülni Kalüdónból.